# Emil Winkler
Emil Ernst Oskar Winkler (Torgau, 1835 – Berlino, 1888) è stato un ingegnere tedesco.
È ritenuto un pioniere nello studio delle linee di influenza e della resistenza dei materiali nonché ideatore del modello matematico-ingegneristico che va sotto il nome di Suolo elastico alla Winkler.

## Biografia
Winkler perse presto il padre e già da adolescente dovette guadagnarsi da vivere come apprendista muratore. Riuscì tuttavia a terminare gli studi presso il collegio della sua città natale, e si iscrisse all'Università di tecnologia di Dresda, ove studiò il calcolo delle strutture.
Poco tempo dopo la laurea, pubblicò un articolo sugli archi elastici. 
Sostenne la sua tesi di dottorato (dedicata al calcolo delle pareti di sostegno) all'Università di Lipsia nel 1860 e fu reclutato come incaricato di corso all'Università di tecnologia di Dresda a partire dallo stesso anno.
Ottenne la titolarità del corso di costruzioni dei ponti nel 1863.
Nel 1865, fu reclutato dall'Università di Praga per insegnare la costruzione dei ponti e delle ferrovie; pubblicò due anni più tardi un volume sulla resistenza dei materiali.
Nel 1868 fu nominato professore all'Università di Vienna (la Technische Hochschule).
A metà degli anni 1870, la Bau Akademie di Berlino cercava di adattare il suo insegnamento alle nuove tecniche e ai nuovi materiali da costruzione: invitò Winkler come docente, che vi insegnò la maggior parte dei settori dell'ingegneria civile, dalla costruzione dei ponti ai tunnel passando per i problemi delle fondazioni.
Mise a punto molte esperienze su modelli ridotti di gomma per determinare il modo d'azione di carichi bi e tri-dimensionali.
Il metodo del suolo elastico alla Winkler porta appunto il suo nome.
Ha dato contributi anche allo studio delle travi continue e alla teoria delle barre a grande curvatura.
È stato autore di un fondamentale trattato di Scienza delle costruzioni (Die Lehre von der Elasticität und Festigkeit, Praga, 1867).
L'opera sulla teoria dei ponti ebbe ampia diffusione non solo in Austria e Germania, ma anche in tutta Europa.

## Attività
Winkler è oggi principalmente conosciuto per il modello di calcolo detto fondazione di Winkler (in tedesco "Winklersche Bettung"), che permette di prevedere con un buon grado d'approssimazione la deformazione e le contrazioni di una trave o di una piastra posta su un suolo. 

L'idea di Winkler è quella di sostituire al suolo una distribuzione continua di appoggi elastici. 
Mise a punto questo metodo per dimensionare la sezione delle barre poste su zavorra, un argomento di attualità quando le ferrovie erano in pieno sviluppo. 

Uno dei principali sottoprodotti della fondazione di Winkler è il metodo detto di modulo di reazione, utilizzato per il calcolo degli schermi di sostegno flessibili e introdotta in Francia all'inizio degli anni 1960 da parte di Ménard.

## Pubblicazioni
- Die Lehre von Elasticität und Festigkeit (1867), Verlag H. Dominicus, Praga;
- Vorträge über Eisenbahnbau gehalten am königlich-Böhmischen polytechnischen Landesinstitut in Prag (1869), Verlag H. Dominicus, Praga;
- Neue Theorie des Erddruckes nebst einer Geschichte der Theorie des Erddruckes und der hierüber angestellten Versuche (1872), 143 pagine, Vienna;